# Velletri
Velletri là một đô thị tại tỉnh Roma, trên đồi Alban, vùng Lazio (Latium thuộc Ý). Các đô thị giáp ranh là Rocca di Papa, Lariano, Cisterna di Latina, Artena, Aprilia, Nemi, Genzano di Roma, Lanuvio.
Khẩu hiệu đô thị này là: Est mihi libertas papalis et imperialis.
Velletri nổi tiếng là nơi sản xuất rượu vang của vùng Latium. Nơi đây cũng là quê hương của Augustus, hoàng đế đầu tiên của La Mã.

## Thành phố kết nghĩa
- Offenbach, Đức
- Esch-Sur-Alzette, Luxembourg
- Mödling, Áo
- Puteaux, Pháp
- Zemun, Serbia